# جينو غيريرو
جينو غيريرو (بالإسبانية: Gino Guerrero)‏ (24 أكتوبر 1992 بليما في بيرو - ) هو لاعب كرة قدم بيروفي في مركز الوسط. لعب مع أليانزا ليما وخوان أوريتش وسيينسيانو ونادي باسوش دي فيريرا.

## وصلات خارجية
- جينو غيريرو على موقع قاعدة بيانات كرة القدم.إي يو (الإنجليزية)
- جينو غيريرو على موقع Soccerway.com (الإنجليزية)